# 12074 Керолінлау
12074 Керолінлау (12074 Carolinelau) — астероїд головного поясу, відкритий 20 березня 1998 року.
Тіссеранів параметр щодо Юпітера — 3,391.